# Sædvaneret
Sædvaneret er ikke-nedskrevet (ukodificeret) ret, som bunder i praksis, hævd og eventuelt mundtlige og skriftlige forskrifter. Mange nedskrevne love har rod i gammel sædvaneret, som ofte opstår ud fra en i samfundet praktisk nødvendighed. I mange retssystemer – både nutidige og historiske – fungerer sædvaneret side om side med positiv ret (givne love).

## Reference
1. ↑  sædvaneret på lex.dk

| Jura | Spire Denne juraartikel er en spire som bør udbygges. Du er velkommen til at hjælpe Wikipedia ved at udvide den. |